# Форли-Чезена
Форли-Чезена (итал. Provincia di Forlì-Cesena) — провинция в Италии, в регионе Эмилия-Романья. Столица — город Форли. В провинции проживает 395 897 человек по состоянию на 2015 год на площади 2 378,4 квадратного километра, что дает ей плотность населения 166,46 жителя на квадратный километр. Численность населения Форли составляет 118 255 человек, а в Чезене проживает 96 885 человек.

## География
Провинция Форли-Чезена является одной из девяти провинций в регионе Эмилия-Романья на северо-востоке Италии. Наряду с Римини, это самая южная провинция в регионе. Столица провинции — город Форли, который расположен на берегу реки Монтоне примерно в 70 км к юго-востоку от Болоньи.

## Административное деление
Провинция состоит из 30 муниципалитетов.
| Муниципалитет                      |
| ---------------------------------- |
| Форли                              |
| Чезена                             |
| Баньо-ди-Романья                   |
| Бертиноро                          |
| Борги                              |
| Вергерето                          |
| Галеата                            |
| Гамбеттола                         |
| Гаттео                             |
| Довадола                           |
| Кастрокаро-Терме-э-Терра-дель-Соле |
| Лонджано                           |
| Мельдола                           |
| Меркато-Сарачено                   |
| Модильяна                          |

| Муниципалитет           |
| ----------------------- |
| Монтиано                |
| Портико-э-Сан-Бенедетто |
| Предаппио               |
| Премилькуоре            |
| Рокка-Сан-Кашано        |
| Ронкофреддо             |
| Савиньяно-суль-Рубиконе |
| Сан-Мауро-Пасколи       |
| Санта-София             |
| Сарсина                 |
| Сольяно-аль-Рубиконе    |
| Тредоцио                |
| Форлимпополи            |
| Чезенатико              |
| Чивителла-ди-Романья    |